# Snob
Snob è un termine che viene utilizzato per identificare una categoria di persone che imitano i modi ed il modo di vivere di classi sociali superiori, atteggiandosi in maniera raffinata e altezzosa.

## Utilizzo e diffusione
Per estensione il termine è utilizzato per identificare una classe di persone, anche di rango elevato, che ostentano altezzosità o disprezzo verso le classi o i gruppi di persone che considerano inferiori o plebee. Nella storia gli snob venivano identificati come coloro che, pur non avendo titolo nobiliare, stavano a stretto contatto con l'aristocrazia del tempo.
In Europa il termine si è diffuso grazie all'opera The Book of Snobs dell'autore satirico inglese William Makepeace Thackeray. In Italia questo termine viene talvolta erroneamente associato all'espressione radical chic, la quale è invece semanticamente il suo contrario.

## Etimologia
Il termine viene considerato un'abbreviazione della locuzione latina sine nobilitate («senza nobiltà»); questa abbreviazione veniva posta accanto ai nomi, nelle liste degli studenti dei collegi inglesi, per evidenziare chi era un nobile e chi non lo era. Tuttavia, tale origine viene ritenuta infondata dal dizionario Treccani, che la attribuisce al termine inglese snob, originariamente «cittadino di basso ceto», utilizzata nel gergo studentesco con il significato di «ciabattino», «persona inadeguata ad un ambiente colto e raffinato».